# Comuna Tähtvere
Tähtvere este o comună (vald) din Județul Tartu, Estonia.
1. ↑  Statistical Database of Statistics Estonia, accesat în 3 mai 2019